# Jesse Leonard Greenstein
Jesse Leonard Greenstein (15 de outubro de 1909 — 21 de outubro de 2002) foi um astrônomo estadunidense.
Filho Maurice Greenstein e Leah Feingold.
Doutorado (Ph.D) pela Universidade Harvard, em 1937. Iniciou sua carreira profissional no Observatório Yerkes, dirigido por Otto Struve, indo mais tarde para o Instituto de Tecnologia da Califórnia (Caltech).
Em parceria com Louis George Henyey inventou um novo espectrógrafo e uma câmera de campo largo. Foi diretor do programa de astronomia do Caltech até 1972 e mais tarde realizou trabalhos para o satélite espião.
Com Leverett Davis Jr demonstrou que o campo magnético da Via Láctea está alinhado com seus braços espirais. Seu trabalho teórico juntamente com Davis foi baseado na conclusão acertada de William A. Hiltner, de que a então recentemente detectada polarização da luz estelar é devida ao espalhamento dos grãos de poeira estelar alinhados com o campo magnético.
Greenstein realizou investigações fundamentais na determinação da abundância de elementos químicos nas estrelas, e juntamente com Maarten Schmidt foi o primeiro a reconhecer o quasar como uma fonte de luz compacta e tão brilhante quanto uma galáxia. O espectro dos primeiros quasares descobertos, as fontes de rádio 3C 48 e 3C 273, foram deslocados para tão longe que o vermelho devido a seu desvio para o vermelho o tornaram praticamente indetectável, porém Greenstein conseguiu decifrar o 3C 48 antes de seu colega Schmidt trabalhar o espectro do 3C 273.

## Honrarias
Prêmio
- Henry Norris Russell Lectureship (1970)
- Medalha Bruce (1971)
- Medalha de Ouro da Royal Astronomical Society (1975)

Epônimos
- Asteroide 4612 Greenstein